# Nereis caparti
Nereis caparti är en ringmaskart som beskrevs av Fauvel 1953. Nereis caparti ingår i släktet Nereis och familjen Nereididae. Inga underarter finns listade i Catalogue of Life.